# Витония
Витония или Вито̀ня (на полски: Witonia) е село в Централна Полша, Лодзко войводство, Ленчишки окръг. Административен център е на селската Витонска община. Намира се на около 14 km на североизток от град Ленчица и на 43 km на север от войводския център Лодз. През 2011 г. населението на селото е 1064 жители.